# Шімабара (Нагасакі)

Шімаба́ра (яп. 島原市, しまばらし, МФА: [ɕimabaɾa ɕi̥]?) — місто в Японії, в префектурі Нагасакі.     Отримало статус міста 1940 року. Площа становить 82,78 км². Станом на 1 серпня 2011 року населення складало 47 194  осіб, густота населення — 570 осіб/км².     

## Історія
У 1600–1871 роках, з перервами, містечко Шімабара було центром автономного уділу Шімабара, що керувався декількома самурайськими родами: Аріма, Ітакура, Мацудайра й Тода.
1637 року на території майбутнього міста Шімабара спалахнуло Шімабарське повстання. Його організували селяни, колишні християни, що збунтувалися про релігійного гніту, високих податків та голоду. 1638 року японські урядові війська жорстоко придушили повстання, винищивши близько 30 тисяч осіб.
Шімабара отримала статус міста 1 квітня 1940 року.